# Demolidor - O Homem sem Medo
Daredevil (bra/prt: Demolidor - O Homem sem Medo) é um filme americano de 2003, uma aventura dirigida e escrita por Mark Steven Johnson, baseado no personagem homônimo criado por Stan Lee, Bill Everet e Frank Miller. As canções de sua trilha sonora foram lançadas no álbum Daredevil: The Album.

## Sinopse
Após descobrir o verdadeiro trabalho de seu pai, que era um boxeador na juventude, Matt Murdock sofre um acidente que o expõe à radioatividade deixando-o cego, porém com o poder de ter seus sentidos ampliados. Além disso,  Matt ganha um apurado radar mental, que faz com que consiga perceber o que ocorre à sua volta além do que as pessoas normais podem ver. Já adulto, Matt trabalha como advogado criminal e após o expediente, transforma-se no Demolidor, o destemido herói na luta contra o crime. Ele tem dois grandes vilões: o Mercenário (Colin Farrell) que assassina o pai de Elektra, Nikolaos Natchios (ela pensa que foi o Demolidor quem assassinou seu pai); e o Rei do Crime (Michael Clarke Duncan) sendo esse o homem que assassinou o seu pai, após ele ganhar uma luta, quando Matt ainda era criança (nessa luta, o pai de Matt deveria ter entregado o ringue, mas como ele não queria passar um mau exemplo para o filho, vence a luta e depois acaba sendo morto, a mando do vilão).
- Ben Afleck, como Matt Murdock / Demolidor
- Jennifer Garner, como Elektra Natchios
- Michael Clarke Duncan, como o Rei do Crime
- Colin Farrell, como Lester Poindexter / Mercenário
- Jon Favreau, como Foggy Nelson
- Joe Pantoliano, como Ben Urich
- David Keith, como Jack Murdock
- Scott Terra, como Matt Murdock (Jovem)
- Erick Avari, como Embaixador Nikolaos Natchios
- Ellen Pompeo, como Karen Page
- Coolio, como Daunte Jackson
- Frankie J. Allison, como Pai
- Stan Lee, como pedestre
- Leland Orser, como Wesley Owen Welch
- Frank Miller, como Man with Pen in Head
- Bernard Williams, como London Airport Guard
- Paul Ben-Victor, como Jose Quesada
- John Rothman, como Quesada Attorney
- Derrick O'Connor, como Father Everett

## Lançamento

### Marketing
Além de comerciais esperados durante sucessos de TV como Friends e Law & Order, bem como um no segundo trimestre do Super Bowl, houve também uma série de produtos da Kraft, uma promoção na loja do Wal-Mart, uma campanha de marketing com a Hamilton Watch Company, que projetou o relógio que Matt usa no filme, e um segmento de Daredevil uma semana no Entertainment Tonight. Como parte de um formulário on-line de marketing, uma unidade de e-mails virais foi iniciado, onde os participantes seriam inseridos em um concurso onde poderiam ganhar prêmios como camisetas do Demolidor, consoles de Game Boy Advance, e abotoaduras. Para entrar no desenho, o usuário tinha que reservar bilhetes para o filme on-line, em seguida, passar um e-mail para outra pessoa. A ideia era incentivar a reserva de bilhetes on-line, que na época era visto como uma tendência crescente. O Game Boy Advance foi lançado em 14 de fevereiro de 2003, e foi criado pela Encore, uma subsidiária da Navarre Corporation. A trilha sonora do filme, Daredevil: The Album, foi lançado em fevereiro de 2003.

### Bilheterias
Daredevil estreou nos cinemas em 14 de fevereiro de 2003, em 3471 salas. O filme ficou em primeiro lugar em sua semana de estreia, arrecadando US$ 45,033,454. Na época, ele se tornou o segundo maior lançamento de fevereiro, trás de Hannibal. Em seu segundo fim de semana o filme viu uma queda de 55,1% em empresas, mas conseguiu manter o primeiro lugar, batendo o lançamento de Old School por US$ 639,093. No terceiro fim de semana de lançamento, Daredevil viu mais uma queda de 38,5% nas vendas, e por isso caiu para o terceiro lugar nas bilheterias. O filme arrecadou mais de US$ 102 milhõesna América do Norte, e mais de US$ 76 milhões no resto do mundo, num total de pouco mais de $179.000.000 em bilhetes em todo o mundo no cinema, arrecadando mais que o dobro do seu orçamento de US$ 78 milhões.

## Recepção

### Publico
O público pesquisado pelo CinemaScore deu ao filme uma nota média de "B" em uma escala de A+ a F.

### Crítica
No agregador de críticas dos Estados Unidos, o Rotten Tomatoes, na pontuação onde a equipe do site categoriza as opiniões da  grande mídia e da mídia independente apenas como positivas ou negativas, o filme tem um índice de aprovação de 43% calculado com base em 227 comentários dos críticos. Por comparação, com as mesmas opiniões sendo calculadas usando uma média aritmética ponderada, a nota alcançada é 5,2/10 que é seguida do consenso: "Enquanto Ben Affleck se encaixa no papel e a história é esporadicamente interessante, Daredevil é, em última análise, uma história de origem maçante e melancólica que não traz nada de novo ao gênero".
Em outro agregador de críticas também dos Estados Unidos, o Metacritic, que calcula as notas das opiniões usando somente uma média aritmética ponderada de determinados veículos de comunicação em maior parte da grande mídia, o filme tem uma pontuação de 42 entre 100, alcançada com base em 35 avaliações da imprensa anexadas no site, com a indicação de "revisões mistas ou neutras".

## Prêmios e indicações
MTV Movie Awards 2003 (EUA)
- Venceu na categoria de Melhor Revelação Feminina (Jennifer Garner)[carece de fontes?]
- Indicado nas categorias de Melhor Vilão (Colin Farrell) e Melhor Beijo[carece de fontes?]

Framboesa de Ouro 2004 (EUA)
- Venceu na categoria de Pior Ator (Ben Affleck)[carece de fontes?]